# غو وينزيانغ
غو وينزيانغ (بالصينية: 顾文祥) (8 فبراير 1991 بكونمينغ في الصين - ) هو لاعب كرة قدم صيني في مركز الوسط. لعب مع جيانغسو سونينغ وChengdu Tiancheng F.C. ‏ وYunnan Flying Tigers F.C. ‏ وDali Ruilong F.C. ‏.

## وصلات خارجية
- غو وينزيانغ على موقع قاعدة بيانات كرة القدم.إي يو (الإنجليزية)
- غو وينزيانغ على موقع Soccerway.com (الإنجليزية)